# Книга путей и стран

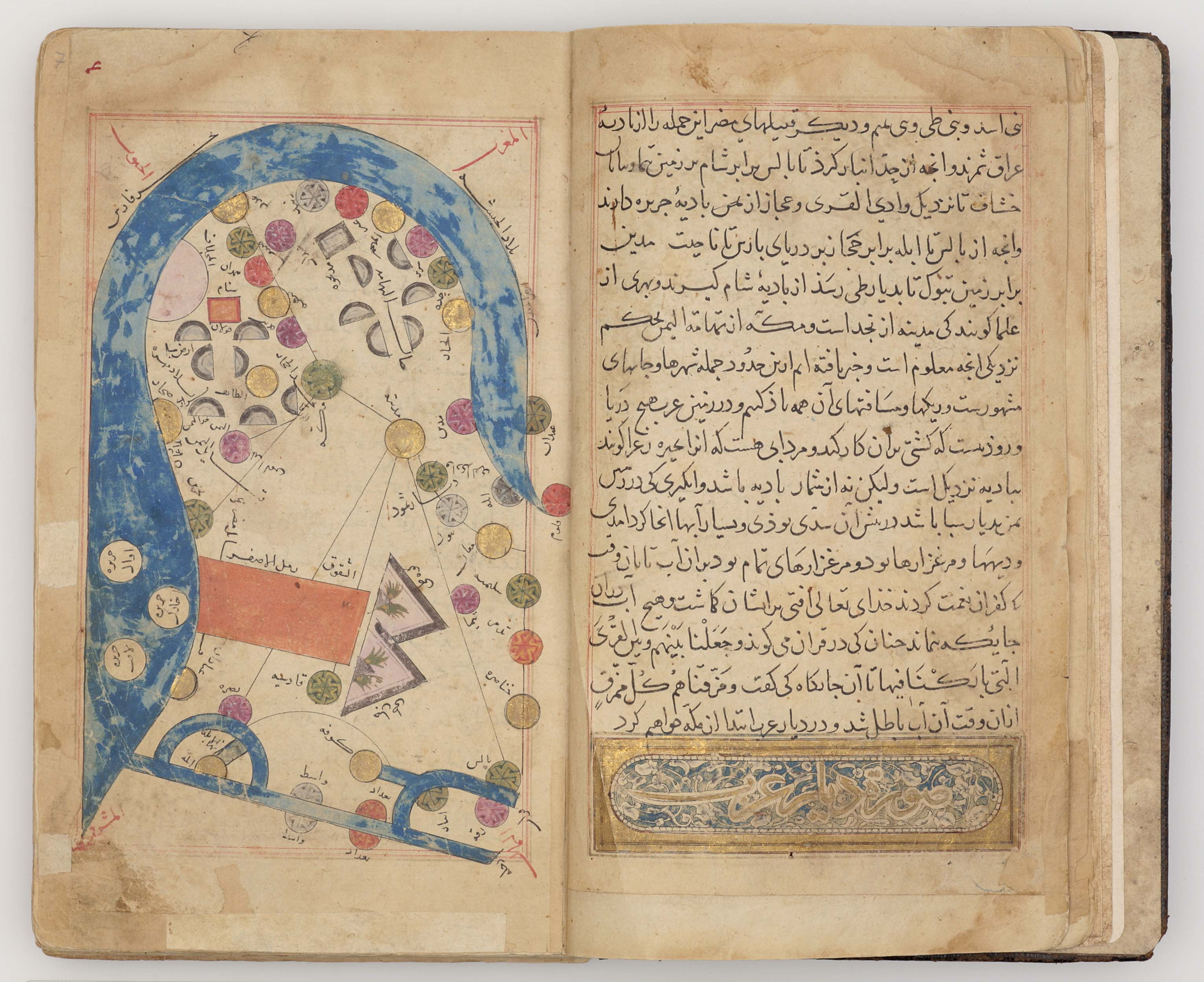
Карта Аравии в «Книге путей и стран» аль-Истахри (север внизу)

Кни́га путе́й и стра́н (госуда́рств, царств) (араб. كتاب المسالك والممالك‎ — Кита́б аль-Маса́лик ва-ль-Мама́лик) — один из популярных жанров средневековой арабской географической литературы. Такая описательная география, отличная от географии Птолемея, получила название «наука о путях и странах» (араб. علم المسالك والممالك‎, ’илм аль-масалик ва-ль-мамлик).
Жанр книг о путях и странах появился в IX веке. Первой книгой этого жанра является «Книга путей и стран» мусульманского географа Ибн Хордадбеха. В ней автор отвёл главную роль описаниям путей между областями и городами, точно указывая расстояния между ними. Аль-Масуди (ум. 956) пренебрежительно называл географию Ибн Хордадбеха, который служил почтмейстером в одной из провинций Халифата, наукой для гонцов и почтальонов, но именно благодаря книгам о путях и странах топография Передней Азии IX—X веков известна лучше, чем топография Античного мира. В. В. Бартольд называл их «самыми ценными произведениями арабской географической литературы». По мнению П. Кристенсена, книги о путях и странах, к числу которых о причисляет «Книгу о странах» Якуби и «Книгу о земельном налоге» Кудамы ибн Джафара, были административно-фискальными карманными справочниками, написанными чиновниками для чиновников.
Помимо Ибн Хордадбеха, в этом жанре написали свои труды аль-Истахри, Ибн Хаукаль, аль-Бакри, Джайхани, аль-Мухаллаби, Мухаммад ибн Юсуф аль-Варрак и другие.